# هاربرینک‌هوک
هاربرینک‌هوک (به هلندی: Harbrinkhoek) یک منطقهٔ مسکونی در هلند است که در توبرخن واقع شده‌است. هاربرینک‌هوک ۱٬۵۴۳ نفر جمعیت دارد.